# Rotliegend
| Periodo                                                                                    | Epoca               | Piano          | Età (Ma)      |
| ------------------------------------------------------------------------------------------ | ------------------- | -------------- | ------------- |
| Triassico                                                                                  | Triassico inferiore | Induano        | Più recente   |
| Permiano                                                                                   | Lopingiano          | Changhsingiano | 254,14 ± 0,07 |
| Permiano                                                                                   | Lopingiano          | Wuchiapingiano | 259,51 ± 0,21 |
| Permiano                                                                                   | Guadalupiano        | Capitaniano    | 264,28 ± 0,16 |
| Permiano                                                                                   | Guadalupiano        | Wordiano       | 266,9 ± 0,4   |
| Permiano                                                                                   | Guadalupiano        | Roadiano       | 274,4 ± 0,4   |
| Permiano                                                                                   | Cisuraliano         | Kunguriano     | 283,3 ± 0,4   |
| Permiano                                                                                   | Cisuraliano         | Artinskiano    | 290,1 ± 0,26  |
| Permiano                                                                                   | Cisuraliano         | Sakmariano     | 293,52 ± 0,17 |
| Permiano                                                                                   | Cisuraliano         | Asseliano      | 298,9 ± 0,15  |
| Carbonifero                                                                                | Pennsylvaniano      | Gzheliano      | Più antico    |
| Suddivisione del Permiano secondo la Commissione internazionale di stratigrafia dell'IUGS. |                     |                |               |

Il Rotliegend, Gruppo Rotliegend o Rotliegendes è un'unità litostratigrafica (una sequenza di strati rocciosi ) dell'ultima epoca dal Carbonifero al Guadalupiano (medio Permiano) che si trova nel sottosuolo di vaste aree dell'Europa occidentale e centrale. Il Rotliegend è costituito principalmente da strati di arenaria. Di solito è coperto dallo Zechstein e si trova in cima a diverse formazioni regionali della tarda età carbonifera. 
Il nome Rotliegend è stato usato in passato non solo per indicare gli strati rocciosi stessi, ma anche il lasso di tempo in cui si sono formati (nel qual caso il Rotliegend era considerato un sottosistema del Permiano). Questo lasso di tempo corrisponde approssimativamente alla lunghezza dell'epoca cisuraliana.

## Formazione
In gran parte della Pangea, le ultime fasi dell'orogenesi ercinica erano ancora in corso durante l'inizio del Permiano. Allo stesso tempo, l'estensione della crosta locale ha formato bacini intramontani come il grande bacino permiano che copriva parti dell'attuale Germania, Polonia, Danimarca, Mare del Nord, Mar Baltico e Paesi Bassi. Il primo sviluppo del bacino è andato di pari passo con il vulcanismo. Oltre a questi depositi vulcanici, il bacino era riempito dai prodotti erosivi delle montagne dell'Ercinia a sud: per lo più sabbie e ghiaie depositate in un clima arido e caldo. 

## Stratigrafia
Nel nord della Germania e nei Paesi Bassi, il Rotliegend è generalmente suddiviso in due gruppi: un gruppo Rotliegend inferiore (principalmente rocce vulcaniche: tufi e lave basaltiche) e un gruppo Rotliegend superiore (pietre arenarie e siltiti). Durante la formazione del gruppo inferiore il bacino era ancora piccolo e la deposizione era limitata al centro del bacino nel Mare del Nord sud-orientale e nella Germania settentrionale. Questo gruppo ha uno spessore molto limitato nel sottosuolo olandese. Il gruppo superiore ha una distribuzione ariale maggiore poiché il bacino si era allargato. 
Nella litostratigrafia olandese, il Rotliegend si trova in cima al defunto gruppo carbonifero del Limburgo e al di sotto del gruppo Zechstein. Il gruppo Rotliegend superiore è diviso nella formazione Silverpit e nella formazione Slochteren, quest'ultima un serbatoio importante di idrocarburi. La tedesca Bentheim Sandstone, che si sviluppa nel Münsterland, fa parte della formazione Slochteren. 
Il Rotliegend della Germania settentrionale è continuo con quello dei Paesi Bassi. In altre parti della Germania esistono bacini contemporanei, come il bacino Saar-Nahe, il Wetterau o il bacino Saale. Il Rotliegend di questi diversi bacini intramontani non è facile da correlare e la litostratigrafia di ciascun bacino ha le sue divisioni (gruppi e formazioni).